# 일리노이 제퍼 앤드 칼 샌드버그
일리노이 제퍼 앤드 칼 샌드버그(영어: Illinois Zephyr and Carl Sandburg)는 미국 일리노이주 시카고 유니언 역에서 일리노이주 퀸시 퀸시 역까지 운행되는 도시철도 열차이다.

## 역사
1971년에 신설된 노선으로 2011년 통계에서 225,000명이 노선을 이용했으며 이는 2010년 기준으로 6.9%가 증가했다.

## 운행 노선

암트랙 일리노이 제퍼 앤드 칼 샌드버그 노선도 (interactive map)

## 사진

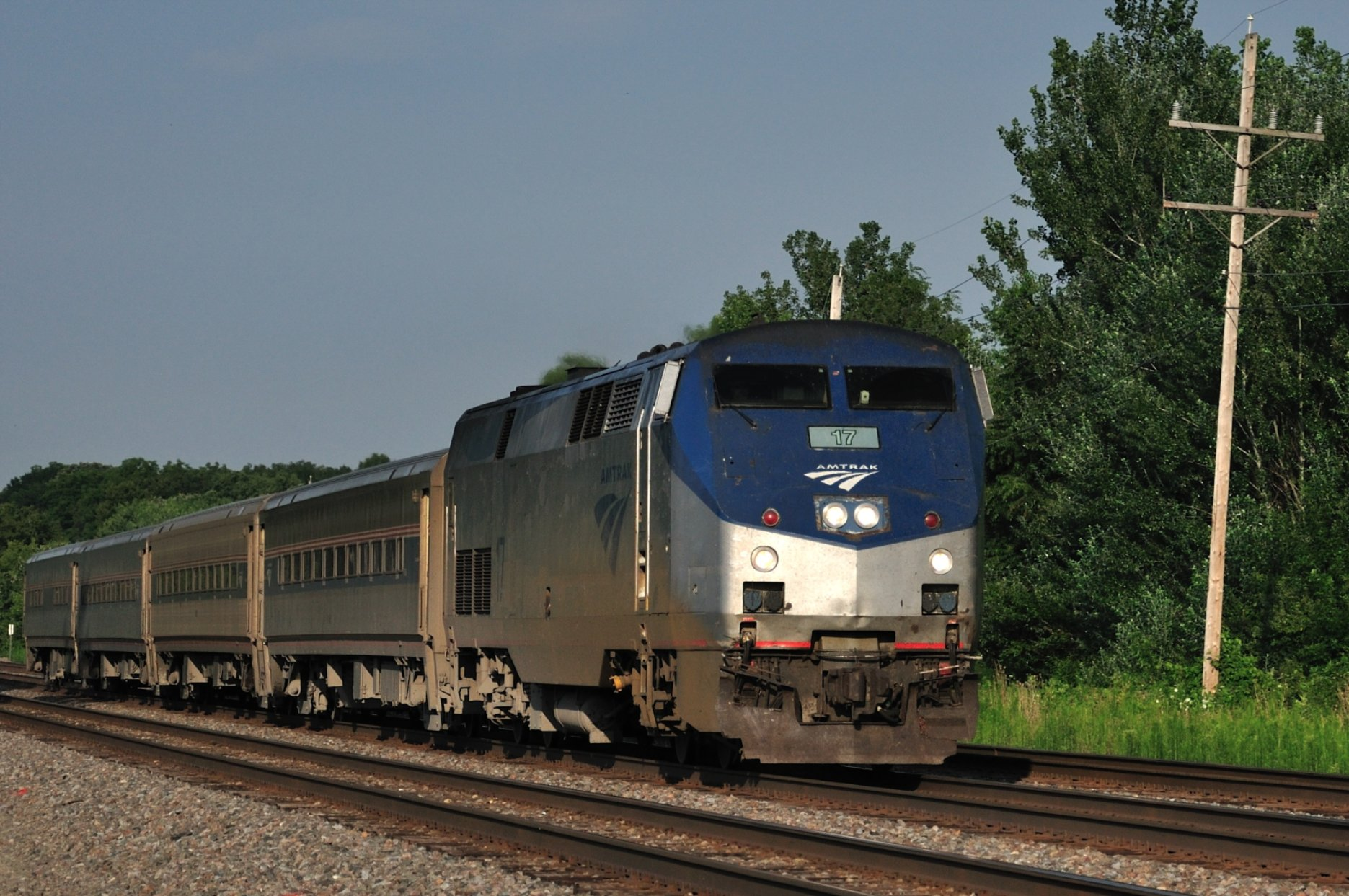